# Mawo
Mawo (ou Mowo) est une localité du Cameroun située dans le département de la Mayo-Tsanaga et la Région de l'Extrême-Nord. Elle fait partie de la commune de Mokolo et du canton de Mokong. 

## Démographie
En 1966-1967, la localité comptait 183 habitants, des Mofu. À cette date, elle abritait une mission protestante.
Lors du recensement de 2005 (3e RGPH), on y a dénombré 3 404 personnes.